# Peter Grant (calciatore)
Peter Grant (Bellshill, 30 agosto 1965) è un allenatore di calcio ed ex calciatore scozzese, di ruolo centrocampista.

## Palmarès

### Giocatore

#### Competizioni nazionali
- Campionato scozzese: 2

Celtic: 1985-1986, 1987-1988
- Coppa di Scozia: 4

Celtic: 1984-1985, 1987-1988, 1988-1989, 1994-1995